# Diêm (họ)
Diêm là một họ của người Trung Quốc (chữ Hán: 阎, Bính âm: Yan). Trong danh sách Bách gia tính họ này đứng thứ 247, về mức độ phổ biến họ Diêm xếp thứ 75 ở Trung Quốc theo thống kê năm 2006.

## Người Trung Quốc họ Diêm nổi tiếng
- Diêm Cơ, hoàng hậu của Hán An Đế thời Đông Hán
- Diêm Hiển, anh trai của Diêm Cơ, người đứng đầu phe ngoại thích trong triều đình Đông Hán
- Diêm Lập Bản, danh họa thời nhà Đường
- Diêm Tích Sơn, Tỉnh Trưởng ở Sơn Tây thời Trung Hoa Dân Quốc đầu thế kỉ 20
- Diêm Hoài Lễ, diễn viên người Trung Quốc, đóng phim Tây du ký
- Diêm Văn Thanh, danh thủ cờ tướng Trung Quốc
- Diêm An người Thượng Hải, thành viên thuộc nhóm nhạc Pentagon thành lập bởi công ty giải trí Hàn Quốc Cube Entertainment.